# Анохина, Светлана Анатольевна
Светлана Анатольевна Анохина (род. 1962, Махачкала) — российская журналистка и правозащитник. Основательница правозащитного проекта «Марем».

## Биография
Родилась в 1962 году в Махачкале, административном центре Дагестанской АССР.
С 1999 года печаталась в различных СМИ Дагестана, в том числе в газете «Черновик», печаталась в openDemocracy, «Это Кавказ» — информационном проекте ТАСС.
В 2007 году журналистки Светлана Анохина и Полина Санаева начали проект «Был такой город». В феврале 2013 года махачкалинский Издательский дом «Эпоха» опубликовал книгу «Был такой город. Махачкала». В июле 2015 году книга получила государственную премию Дагестана. В октябре вышла вторая книга «Был такой Город. Дербент», подготовленный Светланой Анохиной и Анной Гаджиевой. В декабре проект «Был такой город» стал лауреатом всероссийской интернет-премии «Прометей» в специальной номинации портала «Это Кавказ» за сохранение и популяризацию истории российских городов через семейную историю и частные фотоархивы. В декабре 2016 года авторы проекта «Был такой город» Светлана Анохина, Анна Гаджиева и Полина Санаева получили премию «Гражданская инициатива» в номинации «Духовное наследие».
С 2014 года — редактор интернет-портала «Daptar — Женское пространство Северного Кавказа».
В январе 2018 года Светлана Анохина и Аида Мирмаксумова запустили новый проект «Отцы и дочки». Позже к ним присоединилась популярный блогер и правозащитник, автор бестселлера «Не молчи» Марьям Алиева. В 2021 году в издательстве АСТ вышла книга «Письма папам».
На протяжении многих лет помогала жертвам домашнего насилия бежать с Северного Кавказа. В марте 2020 года вместе с другими волонтёрами Светлана Анохина основала правозащитный проект «Марем», названный в память о молодой ингушской девушке,
страдающей от побоев мужа, для экстренной помощи жертвам домашнего насилия. Проект «Марем» помогал женщинам из группы риска бежать из Дагестана, Чечни и других республик Северного Кавказа, находил для них временное жильё, а также оказывал им юридическую и психологическую поддержку.
Вместе с Владимиром Севриновским сняла документальный фильм «У нас такое происходит» (2020) о калечащих практиках женского обрезания на Кавказе, показанный в программе Международного фестиваля фильмов о правах человека «Сталкер».
Светлана Анохина решила покинуть Россию в 2021 году, после того, как чеченские и дагестанские силовики совершили налет на её женский приют.
В 2023 году против неё было возбуждено уголовное дело за «фейки» об армии по статьи 207.3 УК.

## Признание
Включена в список «100 женщин» Би-би-си 2024 года.